# Сприсовка
Сприсовка (укр. Сприсівка) — село в Дунаевецком районе Хмельницкой области Украины.
Население по переписи 2001 года составляло 276 человек. Почтовый индекс — 32432. Телефонный код — 3858. Занимает площадь 1,183 км². Код КОАТУУ — 6821885003.

## Местный совет
32432, Хмельницкая обл., Дунаевецкий р-н, с. Малиевцы